# اوشاکوفکا
اوشاکوفکا (به لاتین: Ushakovka) یک منطقهٔ مسکونی در روسیه است که در استان آستراخان واقع شده‌است.